# Alveolopalatális, zöngétlen affrikáta
Az alveolopalatális, zöngétlen affrikáta egyes beszélt nyelvekben használt mássalhangzó. A nemzetközi fonetikai ábécé (IPA) e hangot a [t̠͡ɕ] jellel, illetve olykor, nem hivatalosan a [t͡ɕ] jellel jelöli (680-as karakter), X-SAMPA-jele pedig ts\. Az alveolopalatális, zöngétlen affrikáta többek között a mandarin kínaiban, a japánban, az oroszban, illetve a szerb és a horvát nyelvben fordul elő.
A magyarban használt /tʃ/ és /c/ hangokhoz hasonló (vagyis a cs és a ty betű által jelölt két hanghoz): a /tʃ/-nél hátrább képződik, a /c/-hez képest viszont a nyelv hegye előrébb helyezkedik el, és mint affrikáta, réshangként végződik.

## Jellemzői
Az alveolopalatális, zöngétlen affrikáta jellemzői:
- Képzésmódja szibiláns affrikáta, ami annyit tesz, hogy képzésekor először teljesen megszakad a légáramlat, majd a nyelv által megformált résbe és a fogak éléhez kerül, így magas frekvenciájú légörvényt kelt.
- Képzéshelye alveolopalatális, más szóval palatalizált laminális posztalveoláris, vagyis a nyelv elejét a fogmeder mögé illesztve, a hátát (közepét) pedig a kemény szájpadláshoz emelve képződik.
- Zöngésségi típusa zöngétlen, így a hangszalag rezgése nélkül képződik.
- Orális mássalhangzó, azaz a levegő a szájon át tudja elhagyni a beszédképző szerveket.
- Centrális mássalhangzó, tehát a légáram a nyelv közepénél halad át, nem pedig a szélénél.
- Légáram-mechanizmusa pulmonikus egresszív, vagyis a levegőt pusztán a tüdővel és a rekeszizommal kilélegezve képezhető, akárcsak a legtöbb más beszédhang.

## Előfordulása
| Nyelv    | Nyelv    | Szó           | IPA                           | Jelentés          | Jegyzet                                                    |
| -------- | -------- | ------------- | ----------------------------- | ----------------- | ---------------------------------------------------------- |
| horvát   | horvát   | ići           | [it͡ɕi]                        | ’menni’           |                                                            |
| japán    | japán    | 知人/chijin   | [t͡ɕid͡ʑĩɴ]                     | ’ismeretség’      | L. japán hangtan                                           |
| katalán  | katalán  | fletxa        | [ˈflet.tɕə]                   | ’nyíl’            | L. katalán hangtan                                         |
| kínai    | mandarin | 北京/Běijīng  | [peɪ˨˩ t͡ɕiŋ˥] (segítség·infó) | ’Peking’          | Szembenáll a hehezetes megfelelőjével. L. mandarin hangtan |
| koreai   | koreai   | 잘/jal        | [t͡ɕal]                        | ’jól’             | L. koreai hangtan                                          |
| lengyel  | lengyel  | ćma           | [t͡ɕma] (segítség·infó)        | ’moly’            | L. lengyel hangtan                                         |
| orosz    | orosz    | чуть          | [t͡ɕʉtʲ]                       | ’alig’            | L. orosz hangtan                                           |
| szerb    | szerb    | Ловћен/Lovćen | [loʋt͡ɕen]                     | ’Lovćen’          |                                                            |
| thai     | thai     | ฉัน            | [tɕʰǎn]                       | ’én’ (informális) |                                                            |
| vietnámi | vietnámi | cha           | [t͡ɕa]                         | ’apa; apu’        | L. vietnámi hangtan                                        |
| yi       | yi       | ꏢ/ji         | [t͡ɕi˧]                        | ’savanyú’         | hehezet nélküli formában                                   |
| yi       | yi       | ꏾ/qi         | [t͡ɕʰi˧]                       | ’(fa)levél’       | hehezetes formában                                         |